# Tylis
Tylis (altgriechisch Τύλις), auch Tyle (altgriechisch Τύλη, bulgarisch Тиле), war die Residenzstadt eines Fürstentums der Kelten in Thrakien im 3. Jahrhundert v. Chr. Zu ihrem genauen Standort liegen keine Zeugnisse vor, außer dass sie südlich des Balkangebirges (Haimos) im heutigen Zentralbulgarien gelegen haben muss. Eine Identifizierung mit der Stadt Tulovo (Тулово) oder eine Verortung am Strandschagebirge wird vermutet.
Das keltische Reich von Tylis entstand als Resultat der 279 v. Chr. einsetzenden Südwanderung großer keltischer Völkerschaften in die Landschaften des antiken Griechenlands. Unter ihrem Führer Brennos stießen sie bis zu den Thermophylen vor, wurden dann aber von den Griechen bei Delphi militärisch besiegt. Ein Teil der übrig gebliebenen Kelten wurde von dem Anführer Komontorios an den Hellespont geführt, offenbar mit der Absicht nach Kleinasien überzusetzen. Nachdem die Kelten aber 277 v. Chr. bei Lysimacheia von Antigonos II. Gonatas ein weiteres Mal geschlagen worden waren, sahen sie sich wohl zur Sesshaftwerdung gezwungen und besetzten weite Teile Thrakiens, des europäischen Hinterlandes des Hellespont. Die untereinander verfeindeten Stämme und Fürsten der Thraker, besonders seit dem Tod des Seuthes III., waren nicht in der Lage, die Etablierung der Kelten in ihrem Gebiet zu verhindern. Mehrere Kelten von Tylis gelangten später als Söldner doch noch nach Kleinasien, wo sie in Anatolien als „Galater“ einige Herrschaften errichten konnten.

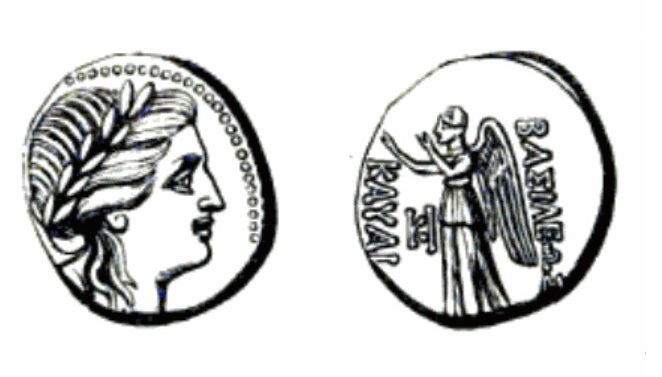
Bronzemünze des Kauaros

Sofern die Lokalisierung von Tylis mit Tulovo richtig ist, befand es sich in der Nähe von Seuthopolis, der einst mächtigsten Stadt der Thraker, die nun gegenüber der Keltenstadt ins Hintertreffen geraten sein muss. Denn die Kelten konnten ihre Macht bis zum Bosporus ausdehnen und dabei Byzantion zu jährlichen Tributzahlungen verpflichten. Um diese aufzubringen, erhob Byzantion einen Zoll für alle Schiffe, die den Bosporus passieren wollten, was 220 v. Chr. einen Krieg mit Rhodos auslöste, in dem sich auch Prusias I. von Bithynien engagierte. Die Macht der Kelten von Tylis war allerdings so stark, dass ihr König Kauaros einen Frieden vermitteln konnte. Kauaros war der letzte König von Tylis, die Herrschaft der Kelten wurde nach einer Erhebung der Thraker gegen 212 v. Chr. beendet und die Stadt zerstört.